# Sant Sadurní del Castell de Llordà
Sant Sadurní del Castell de Llordà era una església romànica pertanyent al castell de Llordà, del terme municipal d'Isona i Conca Dellà, dins de l'antic municipi d'Isona, a la comarca del Pallars Jussà.
Les seves ruïnes estan situades en el recinte inferior del castell, al costat de llevant. Fou, a més de capella del castell, seu d'una canònica i, possiblement, parròquia del poble de Llordà, quan aquest era a l'ample espai que hi ha a ran de les restes de l'església, a ponent seu, abans de traslladar-se a l'indret que ocupa ara aquest poble.
A finals del 2008 estava previst de començar la quarta fase d'excavacions i restauració del castell de Llordà, que afectaria aquesta església.

## Història
Consagrada el 6 de juliol del 1085 per Bernat Guillem, bisbe d'Urgell, Jaume Caresmar, il·lustrat de la segona meitat del segle xviii en cita una acta anterior, del 1040, que no es troba en l'actualitat. Tanmateix, en altres documents anteriors ja hi surt esmentada, aquesta església: 973, 1009, 1031, 1071, 1077… Precisament aquest any fou el de la mort del seu possible fundador: Arnau Mir de Tost, senyor de Llordà.

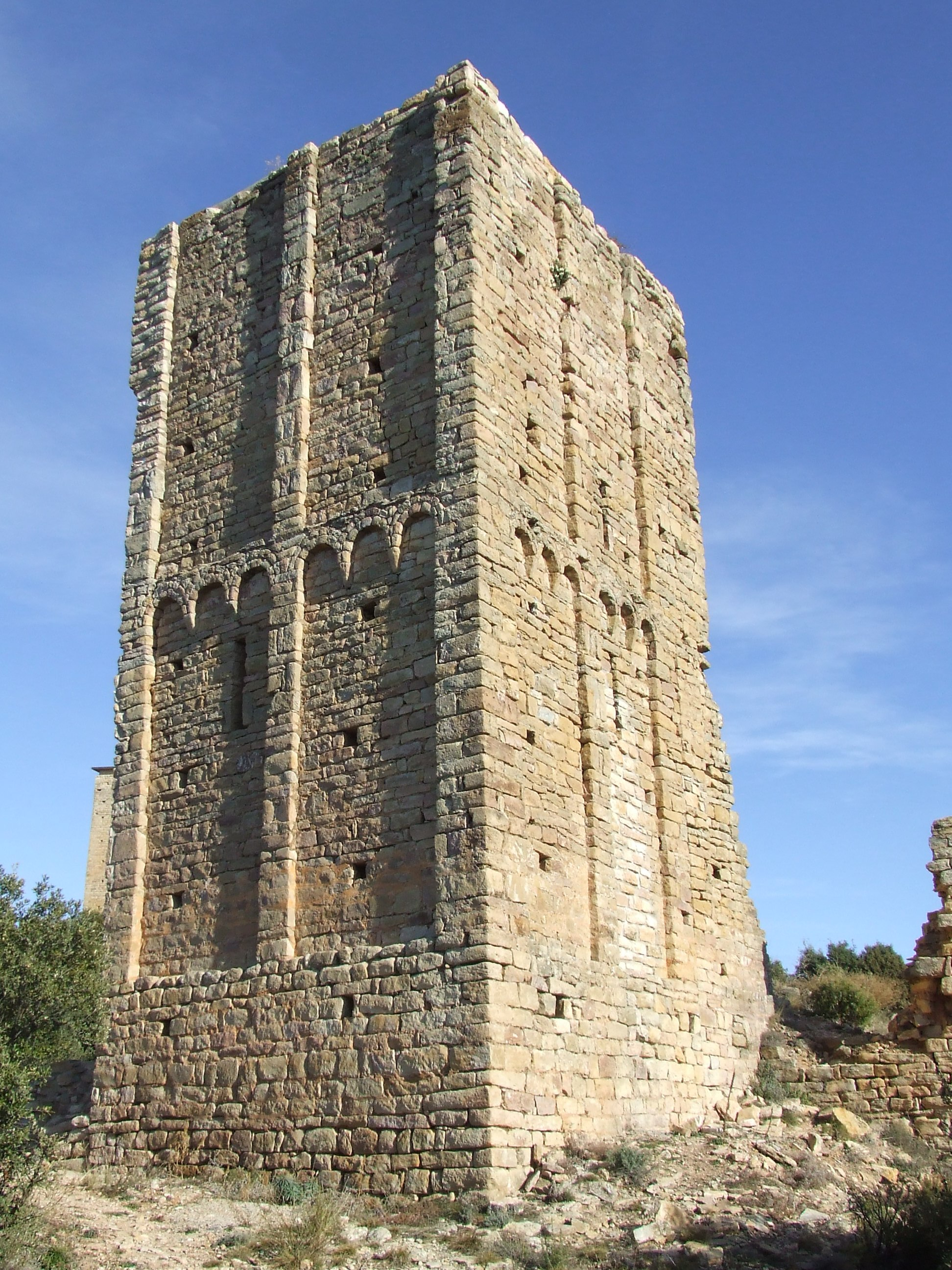
El cloquer de l'església de Sant Sadurní

Amb aquesta mort començaren els litigis sobre Sant Sadurní: Sant Pere d'Àger en reclamà la possessió, que constava en el testament d'Arnau Mir de Tost, i Sant Sadurní del Castell de Llordà, erigida parròquia el 1085, fou retornada al domini d'Àger. A finals del segle xi s'establí en aquesta església una comunitat de canonges, la qual intentà el retorn de la canònica al domini episcopal d'Urgell, a través de la comunitat de canonges de la Seu d'Urgell. Resolt el litigi en contra dels interessos del bisbe, Sant Sadurní retornà al domini de Sant Pere d'Àger, i la comunitat de canonges es va desplaçar a Santa Maria de Covet, que era una possessió del bisbat d'Urgell.
Sant Sadurní del Castell de Llordà actuà un temps com a parròquia del poble de Llordà, però amb el desplaçament del poble cap al sud-oest del castell, sofrí la mateixa decadència que la resta del castell, fins que rebé el cop definitiu de la desamortització, que significà la ruïna definitiva de l'antiga canònica.

## Descripció

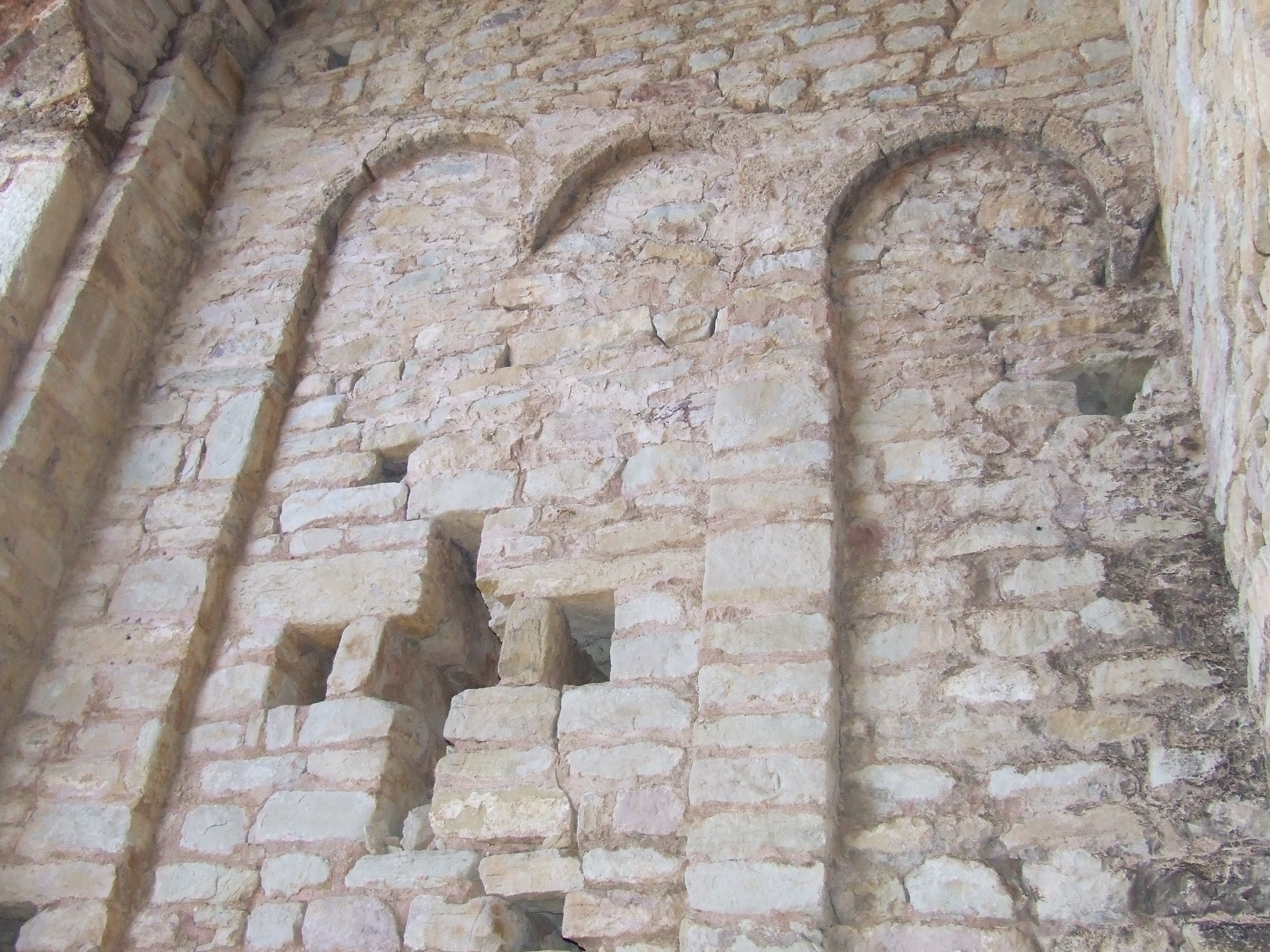
Ornamentació de l'interior del campanar

Abans de començar la intervenció en aquesta canònica, l'església mostra poca cosa de la seva antiga esplendor: la part baixa de la torre del campanar, fragments dels murs, entre ells el de separació de les naus principal i sud, amb dos arcs formers i els pilars dels arcs torals de la volta central, el de l'absis i el de la façana meridional.

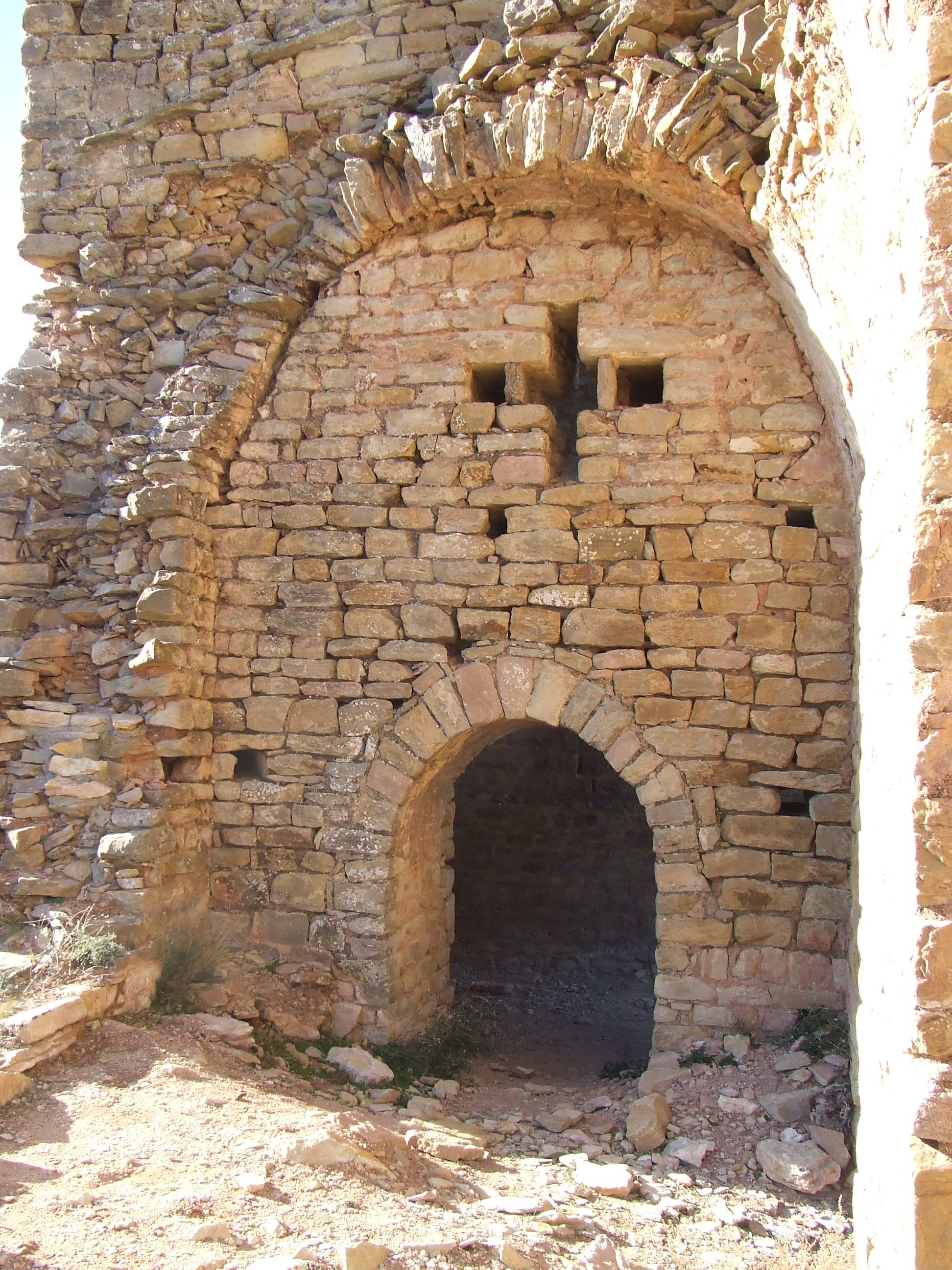
Pas de la nau col·lateral de llevant al campanar

El temple era de tres naus, amb la central més llarga que les laterals, capçada per tres absis semicirculars. És un model constructiu molt primitiu, que ens remet a esglésies del segle x, com la de Sant Miquel de Cuixà.
El campanar, de torre, és a l'angle sud-est de l'església, i presenta a l'exterior una vistosa ornamentació en arcades llombardes separades en grups de tres per lesenes, com es dona sovint en esglésies del segle xi.

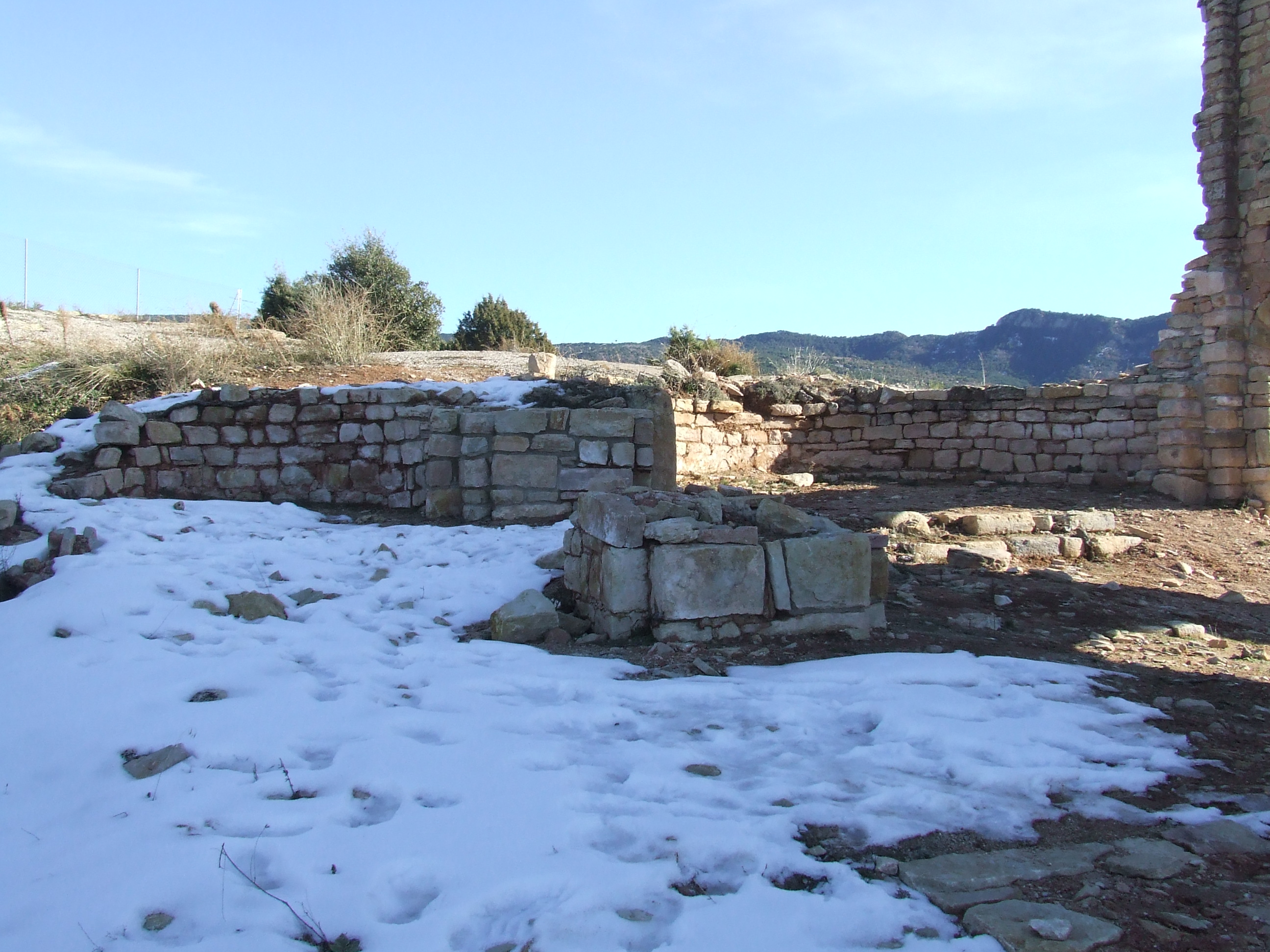
La nau principal, en el seu estat actual (2008)

Sota de l'església, al peu del cingle que la limita per llevant, hi ha les restes d'una construcció quadrada, de la qual no se sap res, però que, per l'aparell amb què està construïda, és contemporània de Sant Sadurní del Castell de Llordà.